# (10138) Ohtanihiroshi
(10138) Ohtanihiroshi (1993 SS1) – planetoida z pasa głównego asteroid okrążająca Słońce w ciągu 4,15 lat w średniej odległości 2,58 j.a. Odkryta 16 września 1993 roku.